# Arco (Minnesota)
Arco é uma cidade localizada no estado americano de Minnesota, no Condado de Lincoln.

## Demografia
Segundo o censo americano de 2000, a sua população era de 100 habitantes. 
Em 2006, foi estimada uma população de 88, um decréscimo de 12 (-12.0%).

## Geografia
De acordo com o United States Census Bureau tem uma área de 
2,0 km², dos quais 1,7 km² cobertos por terra e 0,3 km² cobertos por água. Arco localiza-se a aproximadamente 503 m acima do nível do mar.

## Localidades na vizinhança
O diagrama seguinte representa as localidades num raio de 20 km ao redor de Arco. 